# Max and Mona
Max and Mona es una película cómica de 2004 coproducida entre Sudáfrica y Suecia, protagonizada por Mpho Lovinga, Jerry Mofokeng y Percy Matsemala y dirigida por Teddy Mattera. En los South African Film and Television Awards de 2006 ganó el Cuerno Dorado para Mofokeng como mejor actor y fue nominada en las categorías de mejor diseño de producción y mejor diseño de sonido en el mismo evento.

## Sinopsis
Max Bua es un joven con muchas aspiraciones que deja su pequeño pueblo natal para dirigirse a la gran Johannesburgo y empezar estudios de medicina, con el objetivo de convertirse en un reconocido doctor. Sin embargo, al llegar allí se da cuenta de que la gran ciudad tiene otros planes para él.

## Reparto
- Mpho Lovinga es Max Bua
- Jerry Mofokeng es Norman
- Percy Matsemala es Razor
- Thumi Melamu es Nozipho Dlamini
- Coco Merckel es Six
- Seputla Sebogodi es Skeel

Fuente:

## Producción
El director Teddy Mattera explicó que una de las razones para grabar Max and Mona fue la escasez de películas cómicas destinadas principalmente a la población negra en Sudáfrica. Según el cineasta: «La comedia en este país siempre ha sido hecha por gente blanca en la que se ríen de los negros [...] Así que pensé que sería un reto escribir una historia en la que nos riéramos de nosotros mismos».

## Recepción
El filme tuvo una recepción en general positiva. En el portal especializado Rotten Tomatoes, la película cuenta con una aprobación de la crítica del 88%. Para Robert Koehler de la revista estadounidense Variety: «Max and Mona se esfuerza por hacer reír a un joven rural que se enfrenta a tipos desagradables en la gran ciudad. A primera vista, el novato Teddy Mattera aplica un maravilloso toque mítico a su guion, pero los incidentes ridículos se acumulan tan rápidamente que el encanto inicial se disuelve». Para el crítico Sean Jacobs, Mattera consiguió «una comedia amable que encuentra la risa en las lágrimas, mezclando lo profano, lo sagrado y lo fantástico para crear una fábula que genera buenas sensaciones».